# Henri Berthelier

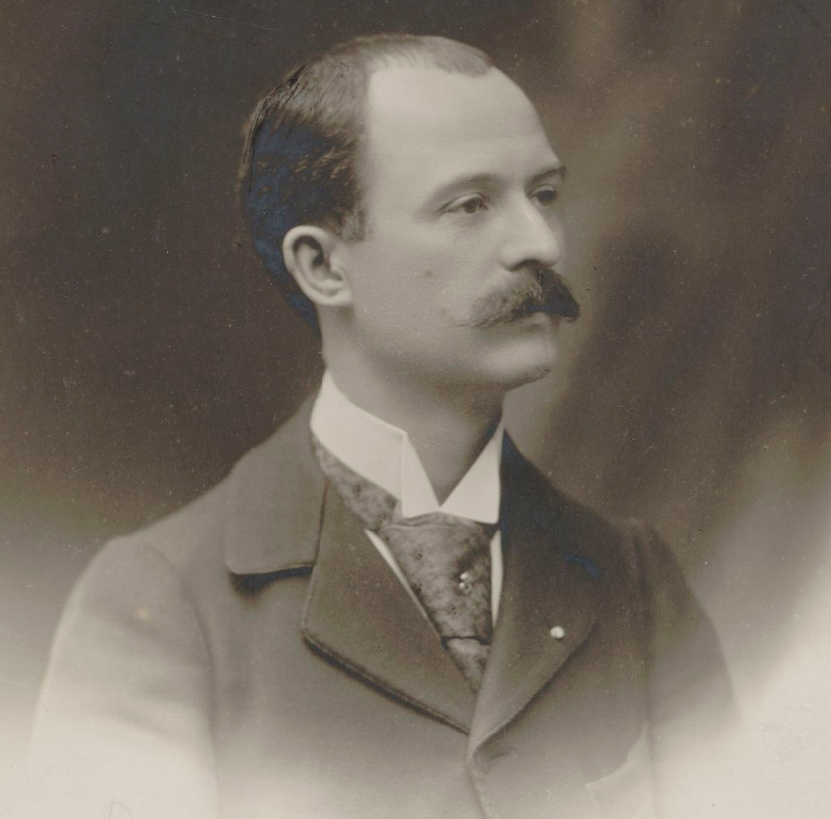
Henri Berthelier

Henri Berthelier (Limoges, 27 dicembre 1856 – 1918) è stato un violinista e docente francese.

## Biografia
Henri Berthelier (il cui vero nome è Jean-Baptiste) nacque a Limoges; studiò con Jean-Pierre Maurin al Conservatorio di Parigi. 
Dal 1881 fece parte dell'Orchestre de la Société des concerts du Conservatoire di Parigi dove, tra il 1887 e il 1895, ricoprì l'incarico di spalla. Nello stesso periodo fondò un Trio con Isidore Philipp, pianista e Jules-Léopold Loeb, violoncellista che presentò in prima esecuzione il Trio n. 2 op. 92 di Camille Saint-Saëns nel dicembre 1892 di Parigi. 
Negli anni 1894-1915, insegnò al Conservatorio di Parigi e tra i suoi allievi si ricordano Lucien Durosoir (1878-1955), Marcel Chailley, Axel Theodor Schiøler, Sigrid Lindberg, Elie Spivak, Jeanne Gautier, Georges Frey, Isabella Beaton, Darius Milhaud, Raoul Vidas, Pierre Monteux e Marcel Darrieux.
Il violinista Narcisse-Augustin Lefort ha dedicato il quarto dei Six études caractéristiques pour violon (Ed. Alphonse Leduc, 1898)  a Berthelier. 